# Pinarejo
Pinarejo ist eine Gemeinde (Municipio) und ein Dorf mit 181 Einwohnern (Stand: 2024) in der Provinz Cuenca in der Autonomen Region Kastilien-La Mancha. 

## Lage
Pinarejo liegt etwa 58 Kilometer südsüdwestlich von Cuenca in einer Höhe von ca. 880 m. 

## Bevölkerungsentwicklung
| 1970 | 1981 | 1991 | 2001 | 2011 | 2021 |
| ---- | ---- | ---- | ---- | ---- | ---- |
| 888  | 703  | 622  | 364  | 292  | 193  |

## Sehenswürdigkeiten

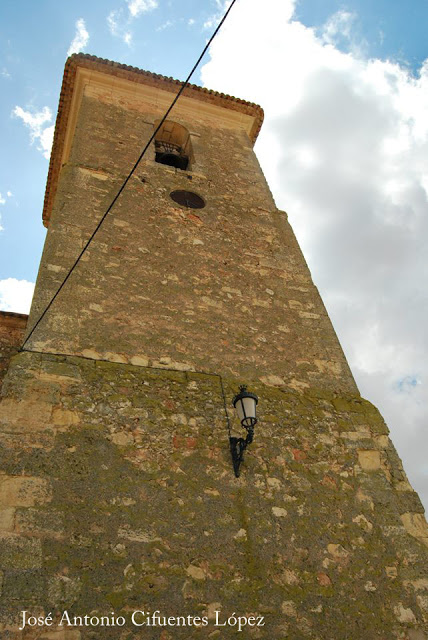
Agathenkirche
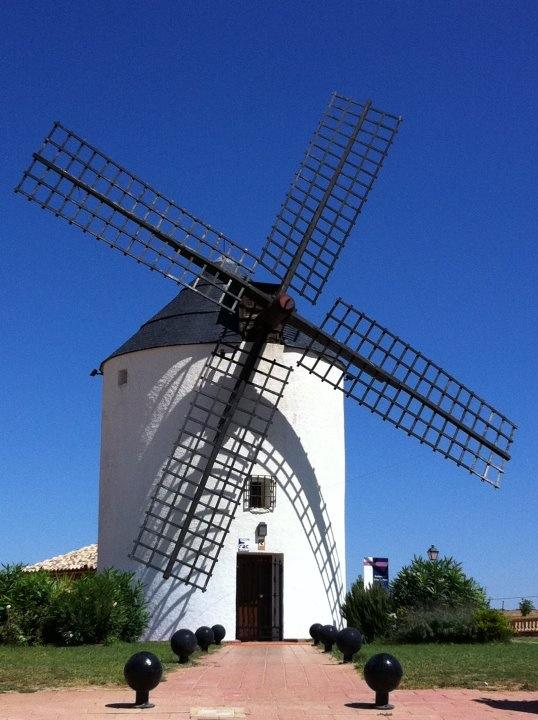
neue und alte Windmühle
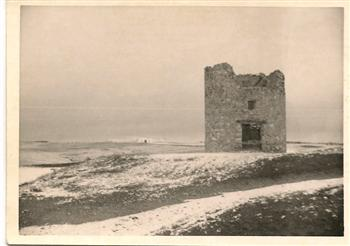
Alte Windmühle

- Agathenkirche
- Neue Windmühle
- Alte Windmühle